# زاوية سيدي التاودي بن سودة

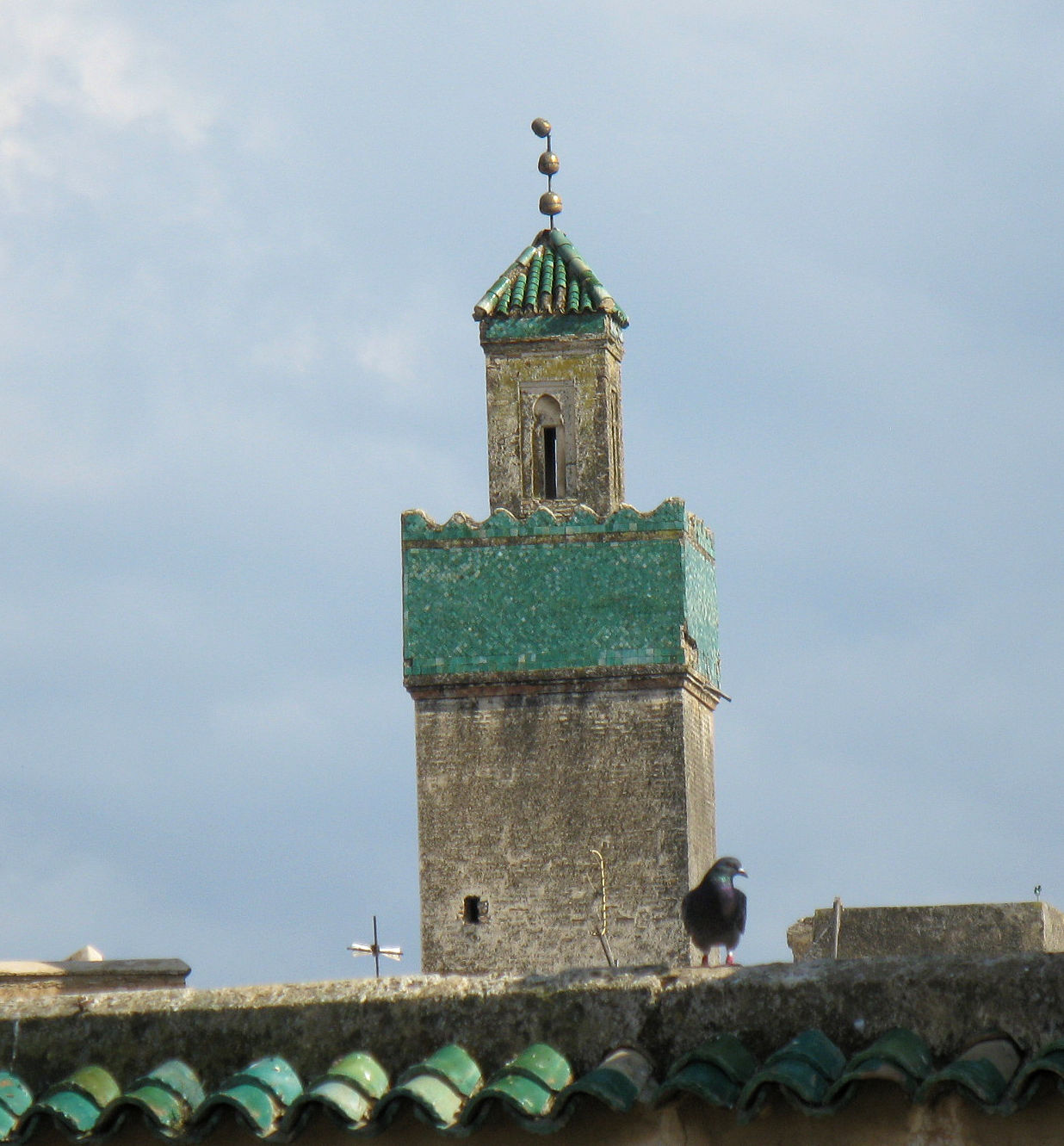
صُورَة تُظهر منارَة زاوية/مسجد سيدي التاودي بن سودة، فَوْقَ السطح الأفقي للمدينة.

زاوية سيدي التاودي بن سودة هي زاوية ومسجد في فاس البالي، المدينة العتيقة لِفاس في المغرب. سُميت باسم محمد التاودي بن سودة (تُوفي عام 1795)، وهو شيخ صوفيٌ عاشَ في القرن الثامن عشر يَعتبره البعض مِن أبرز المُفكرين والعلماء المسلمين في تاريخ المغرب. :420 
الزاوية تقع بالقُرب من شارع زقاق بغال في حي سوق بن صافي. ويتكون بِصفةٍ عامَّة من مسجد يضم قاعة للصَّلاة بها فناء داخلي (الصَّحن) وبيت الوضوء والمئذنة. يَقع ضريح سيدي التاودي بن سودة على طُول جدار القبلة (الجدار الجنوبي الشرقي)، والذي يتميَّز بقبعة خشبية. ويُزين المِحراب المسجد بالجص المنحوت والمطلي، ويُحيط به من أحد الجهات كتابان عربيَّان على بلاط زليج. يَبلغُ ارتفاع المحور الرئيسي للمئذنة 20.3 مترًا، بينما يبلغ ارتفاع العمود أو الفانوس الثانوي 4.3 مترًا.